# バンデ

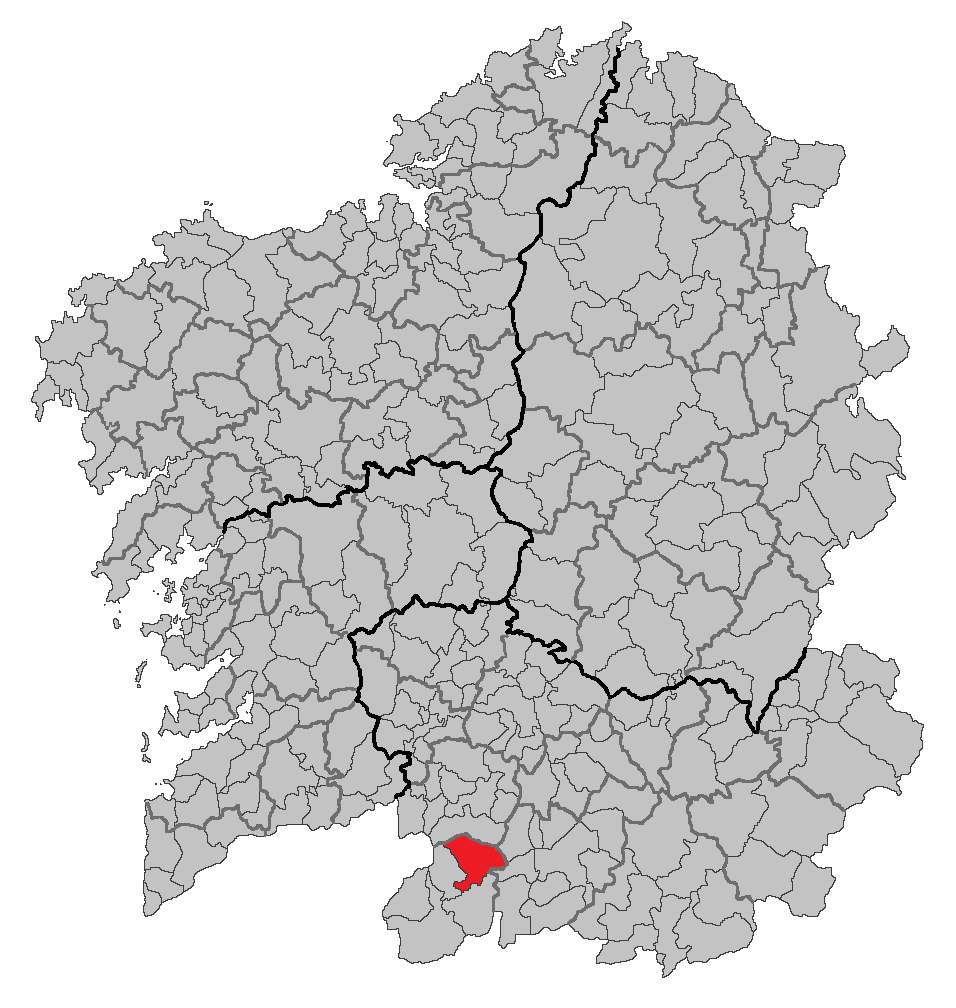

バンデ（Bande）は、スペイン、ガリシア州、オウレンセ県の自治体。コマルカ・ダ・バイシャ・リミアに属する。スペイン国立統計局によると、2010年の人口は2,083人（2006年：2,217人、2005年：2,285人、2004年：2,326人、2003年：2,332人）。住民呼称は、男女同形のbanduense。
ガリシア語話者の自治体住民に占める割合は98.97％（2001年）。

## 地理
バンデはオウレンセ県の南西部に位置し、コマルカ・ダ・バイシャ・リミアに属する。北がベレーアと、東がライリス・デ・ベイガとポルケイラと、南がムイーニョスと、西がロベイラの各自治体と隣接する。自治体の中心地区は、バンデ教区のバンデ地区。

### 人口
自治体人口のおよそ50％が農業に従事し、また牛、羊等の牧畜業も営んでいる。1940年代からヨーロッパ諸国への移民が増大し、自治体人口は往時の3分の一までに減少している。
| バンデの人口推移 1900－2010                             |
|                                                         |
| 出典:INE（スペイン国立統計局）1900年 - 1991年、1996年 - |

## 政治
自治体首長はガリシア国民党（PPdeG）のホセ・アントーニオ・アルマーダ・ペレス（José Antonio Armada Pérez）、自治体評議員はガリシア国民党：6、ガリシア社会党（PSdeG-PSOE）：3、ガリシア民族主義ブロック（BNG）：2となっている（2007年の自治体選挙の結果、得票順）。

## 史跡・名所
- Aquis Querquennis - 古代ローマ時代の遺跡。
- サンタ・コンバ・デ・バンデ教会（Igrexa de Santa Comba de Bande） - 7世紀建造の西ゴート建築（Arquitectura visigoda）の教会。

## 教区
バンデは12の教区に分けられる。太字は自治体中心地区のある教区。
- バンデ（サン・ペドロ)
- オス・バーニョス（サン・ショアン）
- カドス（サンティアーゴ）
- カルボス（サンティアーゴ）
- カルパサス（サン・ペドロ)
- コルベージェ（サンタ・マリーア)
- ガラベーロス（サン・ショアン）
- グイン（サンティアーゴ）
- ニゲイロアー（サンティアーゴ）
- オ・リベイロ（サン・ペドロ・フィス)
- サンタ・コンバ（サン・トロカード)
- ビラール（サン・ペドロ・フィス）

## ギャラリー

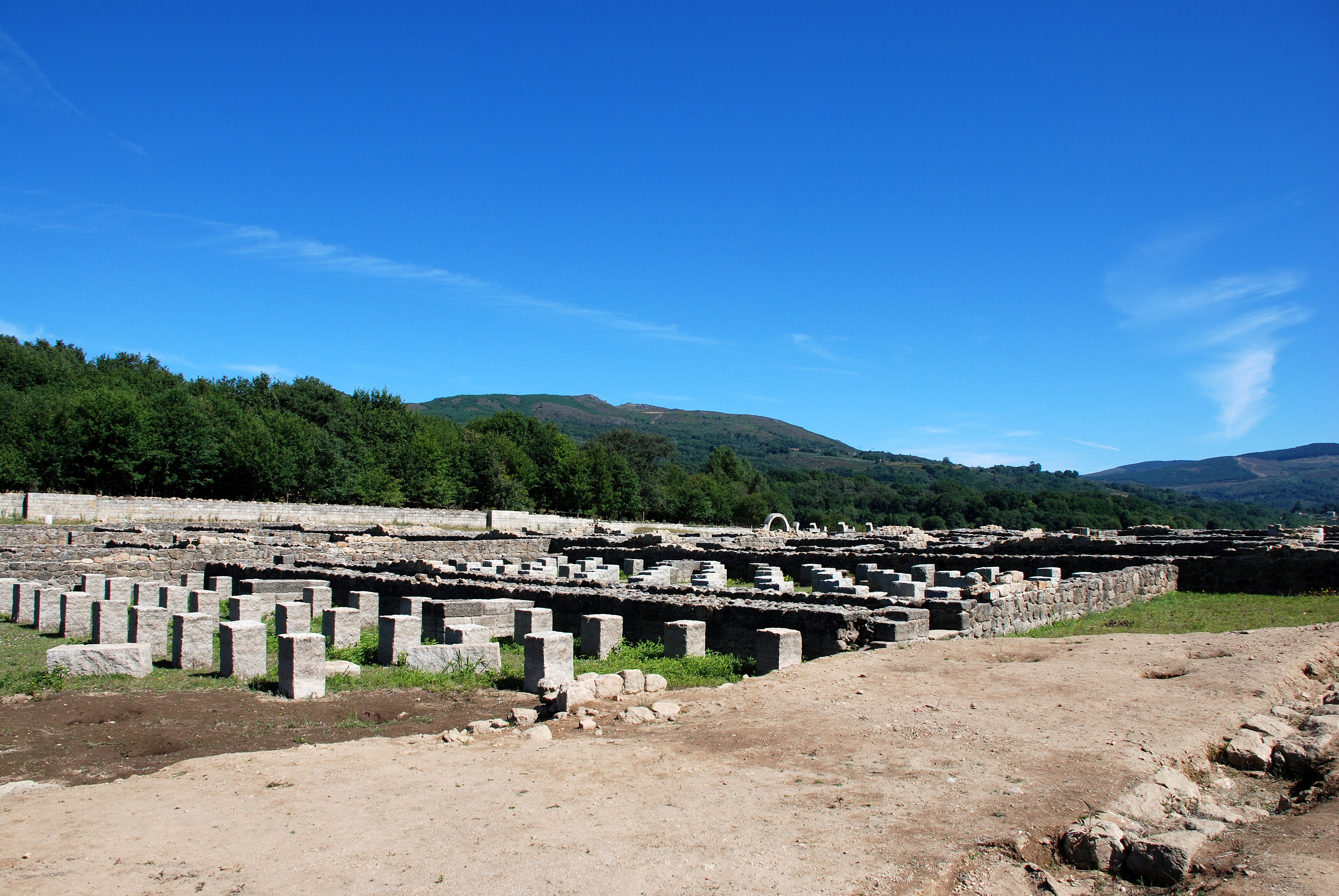
古代ローマ遺跡